# Torre de la Carretería
La torre de la Carretería' es uno de los torreones del recinto defensivo de la muralla de Daroca. Fue declarada monumento nacional junto con el resto del conjunto de fortificaciones de Daroca en resolución: 03/06/1931 Publicación: 04/06/1931. 

## Descripción
La Torre de la Carretería se encuentra situada entre la Torre de las Cinco Esquinas y la puerta Alta, a pocos metros de esta última, junto a la carretera N-234 que atraviesa la localidad, de ahí su nombre.

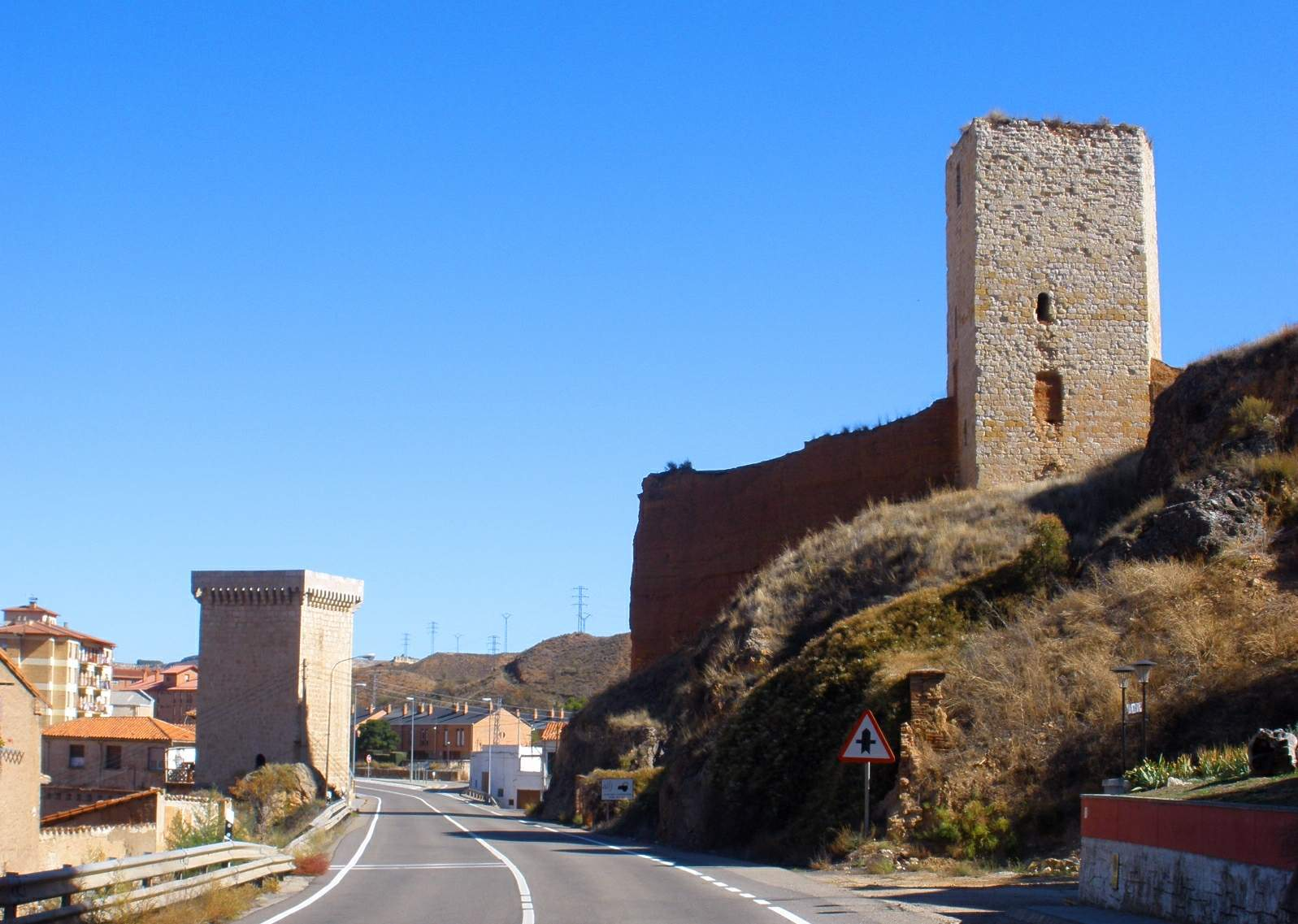
Torre de la Carretería a la izquierda y torre de las Cinco Esquinas a la derecha

Está construida en piedra sillar y es de planta rectangular midiendo 11,60 por 12,30 en su base, alcanzando una altura de unos 20 metros. El aspecto exterior es muy similar a la Torre de la Espuela por lo que deben ser coetáneas, diferenciándose básicamente en el interior. Está cubierta por bóvedas de arista en lugar de por bóvedas de cañón a diferencia de la torre de la Espuela.

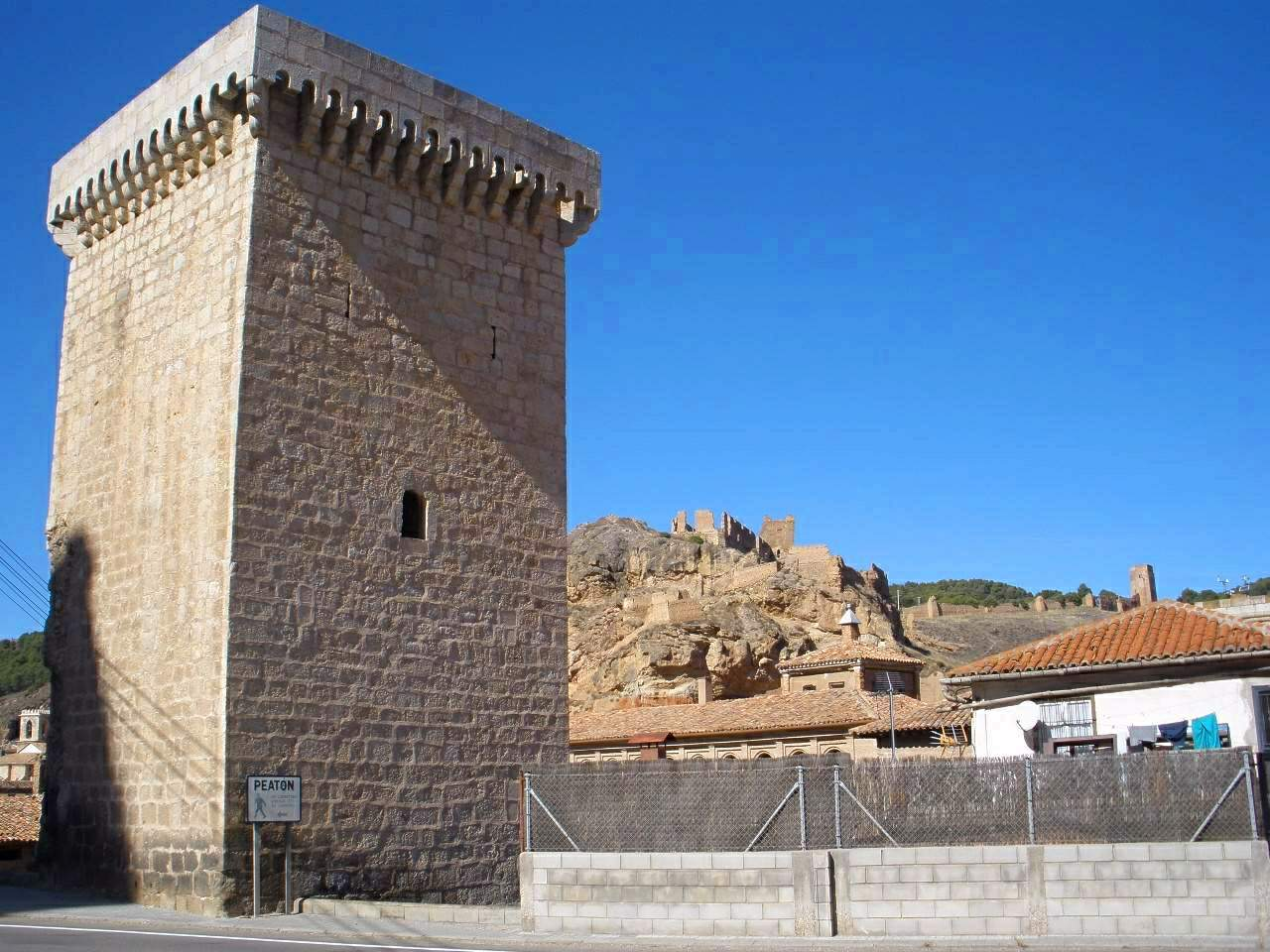
Torre de la Carretería

Está unida a la puerta Alta por un tramo de muralla de piedra sillar, recrecido con ladrillo a modo de parapeto con aspilleras para fusiles, probablemente edificado en el periodo de la primera guerra carlista.